# Эфендиев, Алтай Васиф оглы
Эфендиев, Алтай Васиф оглы (род. 21 февраля 1958) — азербайджанский дипломат. Чрезвычайный и полномочный посол Азербайджана в Испании и Княжестве Андорра (2010—2015). 
Генеральный секретарь Организации за демократию и экономическое развитие — ГУАМ (с 2016 года).

## Биография
Окончил Институт международных отношений Киевского национального университета имени Тараса Шевченко и аспирантуру Института востоковедения в Москве. Учился в Институте международных отношений Клингенделя в Гааге, Нидерланды; MBA, Бизнес-школа Дж. Каса, Лондонский городской университет, Англия; Программа государственного управления, Государственная школа им. Джона Кеннеди, Гарвардский университет, США. 
21 мая 2004 года присвоено звание чрезвычайного и полномочного посла. 
Знание языков: азербайджанский, русский, английский, французский, испанский, турецкий.